# Gao (jazyk)

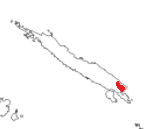
Přibližné rozšíření jazyka gao na ostrově Santa Isabel

Gao (též Nggao) je austronéský ysabelský jazyk. Mluví jím asi 1200 lidí na Šalomounových ostrovech na ostrově Santa Isabel. Tento jazyk postupně vymírá, děti už se začínají učit pouze jazyk čeke holo.